# ロータス・タワー
ロータス・タワー（英語: Lotus Tower、またはコロンボ・ロータス・タワー）は、スリランカのコロンボの放送通信・観光用のタワーである。

## 概要
スリランカの国花で文化の象徴でもあるハスをモチーフにしたデザインとなっている。
高さ350m、床面積30,600m2の超高層建築物であり、コロンボ市内の中心部に近いベイラ湖畔に位置している。最初の計画ではコロンボ市の北側に接するペリヤゴダでの建設が提案されていたが、後に現在の位置に変更となった。無線通信とTV放送用のアンテナや展望台に加え、レストランやスーパーマーケット、カンファレンスルームといった商業施設が設置されている。
2012年1月に当時のスリランカのマヒンダ・ラージャパクサ大統領が中華人民共和国の支援で建設を開始し、2019年9月に完成した。建設費は1億4千3百万ドルで、中国輸出入銀行の資金により賄われている。
高さは、それまでスリランカで最も高かったワールド・トレード・センターの152mを大きく上回る。2019年の完成時点で、スリランカで最も高い建築物であり、南アジア全体でも最も高い自立型建築物となった。